# 조나단 미첼

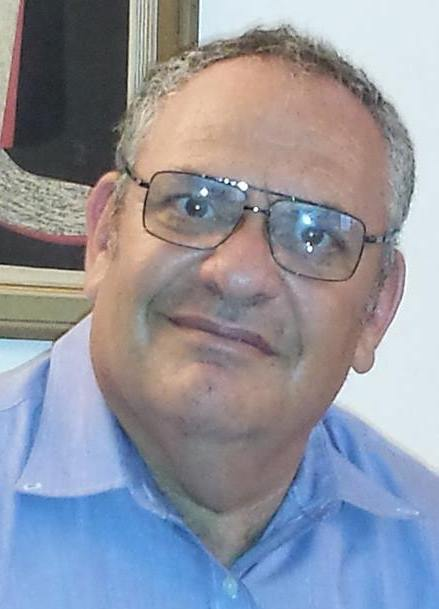
2015년 모습

조나단 미첼(Jonathan Mitchell, 1955. 9. 7.)은 미국의 자폐증 작가이자, 작가이고, 블로거이며, 자폐증 환자가 rTMS 경두개 자기자극술을 받기까지의 내용을 다룬 소설을 썼다. 조나단 미첼은 신경다양성에 반대하는 자폐증 당사자이다.

## 생애
조나단 미첼은 1955년 출생으로 12세에 자폐증 진단을 받았다. 그는 유년기부터 정신분석 치료를 받았다. 또한, 그는 퇴학과 괴롭힘을 당하는 탓에 일반 및 특수학교에 다니게 되었고, 미첼은 데이터 입력 작업을 수행했지만 해고를 부지기수로 당하게 된다.
그는 로스엔젤라스에 거주하면서 부모님의 부양을 받고 있다. 미첼의 모친은 변호사이고, 부친은 엔지니어로서, 부모는 미첼에게 1년 당 2만6000달러를 준다. 수년 전 미첼의 부모는 미첼에게 콘도를 증여했고, 미첼은 그 콘도를 처분해 로스엔젤라스 서부에 집을 장만했다.

## 신경다양성에 대한 반대
조나단 미첼은 자폐증이 치료돼야 하는 질병이라고 주장한다. 그렇기에, 조나단 미첼은 신경과학을 공부하였고, 자폐증 실험에 자원하여 참가하기도 한다.
이에, 조나단 미첼은 마누엘 카사노바라는 루이스빌대 신경생물학 및 해부학과 교수와 친분이 있다. 마누엘 카사노바는 미첼의 소설을 비평하고, 미첼은 카사노바의 연구결과에 날카롭게 비평하고 있다.
조나단 미첼은 자신의 자폐증 증세인 사회성 결핍과 무직, 그리고 자폐증으로 인한 연애 경험의 부재에 대해 부정적, 결점으로 생각하면서, 치료를 희망하고 있다.
조나단 미첼은 신경다양성에 대해서는, 자신의 블로그에 신경다양성은 자폐증 환자 당사자와 가족에게 전부 도움이 되지 않고, 탬플 그래딘 등에 대해서는 그들과 저기능자의 자폐증은 엄연히 기능적 측면에서 차이가 있어, 저기능자는 고기능자에 비해 노동능력, 학습능력, 사회적 기능 등이 결여되었다고 비판한다.
또한, 조나단 미첼은 신경다양성은 자존감이 낮은 자폐증 환자를 위한 ‘유혹적인 탈출구’("tempting escape valve")로 묘사하면서, 신경다양성에 대해 비판하고 있다.

## 신경다양성 진영에서의 공격
신경다양성 진영에서는 조나단 미첼이 자폐증 공동체의 삶을 위협한다고 하면서, 워커라는 자는 미첼은 자폐증을 배려하지 않는 사회를 탓하지 않고 자폐증 자체를 문제로 삼는다면서, 차별이 있는 사회가 아닌 자기 인종을 탓하는 흑인과 차이가 없다고 해서 내면화된 차별이라고 비판하고 있다. 또한, 신경다양성 지지자들은 조나단 미첼에 대해 미첼의 언행이나 미첼의 모친을 비하하는 악질의 노래를 작사하기도 하여, 조나단 미첼은 이에 과격하게 대응하기도 하였다.